# Jon Awe
Jon Awe (Memphis, 30 de abril de 1980) é um ex-jogador profissional de hóquei no gelo que atuava como defensor e jogou na American Hockey League (AHL).

## Carreira como jogador
Natural de Memphis, Tennessee, jogava hóquei júnior com o South Suburban Steers na Minnesota Junior Hockey League. Awe jogou quatro anos na Northeastern University de 2001 a 2005, somando 32 pontos e 90 PIM em 111 jogos pelos Huskies. Ele liderou os defensores da equipe na temporada 2003-04 com 13 pontos.
Após seu último ano no Huskies, Awe assinou com os Gwinnett Gladiators da ECHL para a temporada de 2005-06. Awe também estreou no AHL em passagens pelo Portland Pirates e pelo Providence Bruins. O Awe teve uma temporada profissional de estreia impressionante e foi nomeado para a Equipe All-Rookie da ECHL.
Awe foi convidado para o campo de treinamento dos afiliados da Gladiators NHL, o Atlanta Thrashers, para a temporada 2006-07. Na falta de contrato com o Thrashers, Jon voltou a jogar principalmente pelo Gwinnett Gladiators, com 56 pontos e 65 minutos de penalidade (PIM) em 60 jogos. 
Awe dividiu a temporada 2007-08 com os Gladiators Gwinnett e o Houston Aeros. Em 59 jogos com o Aeros (AHL), Awe marcou 5 gols na carreira, 17 assistências por 22 pontos.
Awe assinou um contrato de um ano com Anyang Halla em 16 de julho de 2008, recomendado pelo escoteiro e intérprete do clube, Samuel H. Kim. Ele se tornou o primeiro jogador americano nascido na história do clube. Após uma temporada sólida, na qual ele empatou em 1.º no geral no placar com 12 gols (empatado com Ricard Persson), Awe assinou uma extensão de 2 anos em fevereiro de 2009. Após o jogo de Halla em 27 de setembro de 2009 contra o High1 em Goyang, foi anunciado que Awe tinha uma hérnia de esporte e que ele perderia de 8 a 12 semanas da temporada 2009-10. Awe conquistou seu primeiro título no campeonato, vencendo a série Nippon Paper Cranes de 3-2 na final da Liga da Ásia de 2009-2010.
Em 13 de julho de 2011, a Awe assinou com o HC Valpellice, da Serie A italiana, um contrato de um ano. Ele voltou na temporada seguinte em 2012–13 para disputar 8 jogos com os Gwinnett Gladiators para encerrar sua carreira profissional.